# Culex belemensis
Culex belemensis är en tvåvingeart som beskrevs av Duret och Reinaldo G. Damasceno 1955. Culex belemensis ingår i släktet Culex och familjen stickmyggor. Inga underarter finns listade i Catalogue of Life.